# Associação Brasileira de Críticos de Cinema
Associação Brasileira de Críticos de Cinema, ou Abraccine, é uma entidade dedicada à reflexão e divulgação do cinema, em especial do cinema brasileiro. Fundada em 2011, tornou-se a primeira entidade de representação nacional dos profissionais críticos de cinema, que já contavam com associações em alguns estados.
A instituição conta com quase 150 associados, incluindo profissionais que atuam em quase todos os estados do país em publicações impressas, sites, blogs, canais do Youtube, podcasts e outros meios.

## Atividades
A Abraccine organiza os júris da crítica e concede o Prêmio da Crítica em diversos festivais de cinema no Brasil, como por exemplo Brasília, Gramado, Mostra Internacional de Cinema de São Paulo, É Tudo Verdade, Olhar de Cinema, etc.
A associação organiza uma lista com os Prêmios da Crítica concedidos desde 2011.
É filiada à International Federation of Film Critics, ou Fipresci, e seus filiados têm participado de júris da crítica em festivais internacionais como Toronto, Cartagena, Cannes, Berlim e San Sebastian.
Desde 2016 vem publicando uma série de livros sobre cinema brasileiro, em parceria com editoras e o Canal Brasil, como "100 Melhores Filmes Brasileiros" (setembro de 2016), "Bernardet 80 – Impacto e Influência no cinema brasileiro" (abril de 2017), "Documentário Brasileiro – 100 Filmes Essenciais" (outubro de 2017), "Animação Brasileira – 100 Filmes Essenciais" (junho de 2018) e "Ismail Xavier: Um pensador do cinema brasileiro" (julho de 2019).
Também participa da escolha de representantes brasileiros em certames internacionais, como o Prêmio Goya, e organiza sua própria premiação, onde classifica os melhores filmes nacionais e internacionais lançados no circuito comercial do Brasil a cada ano.